# Ensaf Haidar
Pour les articles homonymes, voir Haidar.
Ensaf Haidar (en arabe : إنصاف حيدر), née en 1985 à Jizan (Arabie saoudite), est une militante saoudienne et une femme politique québécoise. 
Elle est l'épouse du militant saoudien Raif Badawi, emprisonné pour son militantisme en faveur d'une libéralisation morale de l'Arabie saoudite. Réfugiée politique au Canada depuis 2013, elle se présente comme candidate du Bloc québécois dans Sherbrooke aux élections fédérales de 2021 et finit en deuxième position.

## Biographie
En 2001, elle épouse Raif Badawi, un blogueur saoudien qui critique l'ordre religieux, ce qui suscite la colère du notable religieux Abdul-Rahman al-Barrak. Raif Badawi animait depuis 2008 un forum sur internet Free Saudi Liberals (Libérez les libéraux saoudiens) où il défendait « la liberté de conscience, la liberté des femmes et la liberté d'expression [qui] sont essentielles dans notre société ». Selon Ensaf Haidar, « La séparation de la religion et de la politique est au cœur de la démarche de Raif. »
Après qu'une fatwa ait été prononcée contre son mari l'accusant d'apostasie et incitant à son meurtre, elle se réfugie au Liban. Après l’emprisonnement de son mari le 12 juin 2012, elle fuit avec ses trois enfants vers le Canada, où elle obtient l'asile politique en décembre 2013. Elle s'y installe à Sherbrooke.
Raif Badawi a été condamné à 10 ans de prison, 1 000 coups de fouet et 290 000 $ d'amende. Il a reçu 50 de ces coups de fouet, mais la sentence a été ensuite suspendue en raison de son état de santé.
Comme son mari, elle milite pour l'abolition du Comité pour la promotion de la vertu et la prévention du vice.
Elle est la présidente de la Fondation Raif Badawi pour la liberté qui promeut la liberté d'opinion et les droits humains dans le monde arabe. Le 15 décembre 2015, elle reçoit le Prix Sakharov décernée par le Parlement européen au nom de son mari,.
Elle demande en 2016 au gouvernement de Justin Trudeau d'accorder la citoyenneté canadienne à son mari, mais celui-ci rejette cette suggestion expliquant que la double nationalité n'étant pas reconnue par l'Arabie saoudite, ce mode d'action ne serait pas pertinent.
En décembre 2017, le cas de son mari aurait été proposé au roi d'Arabie saoudite pour obtenir un pardon royal dans un contexte marqué par des inflexions dans la politique des droits de la personne menée par son fils Mohamed ben Salmane.
En août 2019, Twitter décide de suspendre son compte francophone.
Elle est la candidate du Bloc québécois dans Sherbrooke aux élections fédérales de 2021 et finit en deuxième position,.

## Ouvrages publiés
- Ensaf Haidar, La geôle des innocents (roman), Paris, L'Archipel, 2021.
- Ensaf Haidar avec Andrea C. Hoffmann, Mon mari, ma douleur, mon espoir, Paris, L'Archipel, 2017.
- Ensaf Haidar avec Andrea C. Hoffmann, Mon combat pour sauver Raïf Badawi, Paris, L'Archipel, 2016.

## Récompenses et honneurs
- Prix Condorcet-Dessaulles 2020 du Mouvement laïque québécois
- Le membre d'honneur 2019, par le Cambridge Union partagé avec Raif Badawi[10].
- Prix International Laïcité 2018, par le Comité Laïcité République partagé avec Raif Badawi[11].
- Prix Henry Zumach Freedom From Religion Foundation 2018, par le FFRF[12].
- Prix Goldene Victoria 2017, par le VDZ night publisher[13].
- Prix Deschner 2016, par le Fondation Giordano Bruno, partagé avec Raif Badawi[14].
- 40e Anniversaire de la Charte - Ambassadeur Québec 2016[15].
- Prix suisse du libre penseur 2015, partagé avec Raif Badawi and Waleed Abulkhair[16].